# 氮杂环庚三烯
氮杂环庚三烯，又称氮杂䓬，是一种不饱和七元杂环化合物，其中有氮原子取代一个碳原子。它在室温时不稳定，会重排为3H-氮杂环庚三烯。